# Dos hombres y medio

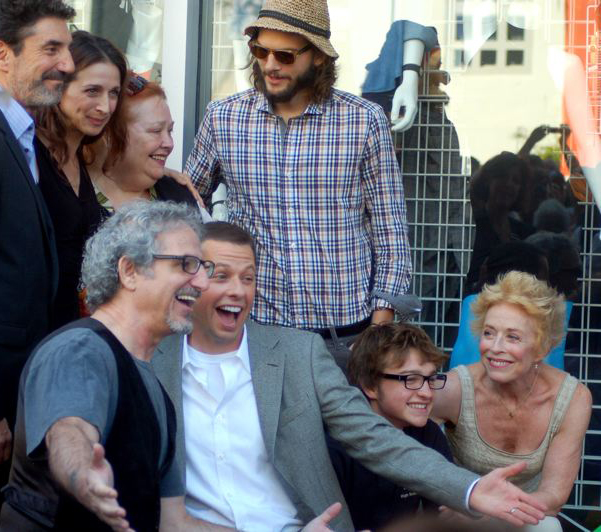
Actores principales de la temporada 9

Dos hombres y medio (en inglés: Two and a Half Men) es una comedia de situación estadounidense creada por Chuck Lorre y Lee Aronsohn emitida originalmente por CBS durante doce temporadas y 262 episodios, del 22 de septiembre de 2003 al 19 de febrero de 2015. Originalmente protagonizada por Charlie Sheen junto con Jon Cryer y Angus T. Jones, la serie trataba sobre un escritor hedonista de jingles, Charlie Harper, su tenso hermano, Alan, y el travieso hijo de Alan, Jake. A medida que el matrimonio de Alan se desmorona y el divorcio parece inminente, él y Jake se mudan a la casa de Charlie frente a la playa en Malibú y complican la vida libre de Charlie.
En 2010, CBS y Warner Bros. Television llegaron a un acuerdo de transmisión de varios años para la serie, renovándolo al menos hasta la temporada 2011-12. En febrero de 2011, sin embargo, CBS y Warner Bros. Television decidieron finalizar la producción durante el resto de la octava temporada después de que Sheen ingresó a rehabilitación de drogas e hizo comentarios "despreciativos" sobre Lorre. El contrato de Sheen fue rescindido el mes siguiente y fue eliminado del programa después de que se confirmó que no regresaría a la serie. Ashton Kutcher fue contratado para reemplazarlo para la temporada 9 como Walden Schmidt, un multimillonario que compra la casa de Charlie después de su muerte.
En abril de 2013, CBS renovó la serie para una undécima temporada después de cerrar acuerdos por un año con Kutcher y Cryer. Jones, que asistía a la universidad, fue relegado al estado recurrente pero no apareció hasta el final de la serie. En marzo de 2014, CBS renovó la serie para una duodécima temporada, que luego se anunció que sería la última de la serie. La temporada comenzó a transmitirse en octubre de 2014 y concluyó en febrero de 2015 con el final de la serie de 40 minutos "Of Course He's Dead".
La serie ganó el People's Choice Awards en 2004, 2007, 2008 y 2009, y fue nominada al Emmy en 2006, 2007 y 2008. Se emitió en la cadena CBS. La serie tuvo una media de 13,4 millones de espectadores en Estados Unidos y fue una de las sitcom más vistas a nivel mundial. El éxito de la serie la llevó a ser el tercer programa con mayor generación de ingresos en 2012, ganando 3,24 millones de dólares por episodio.

## Sinopsis
La serie tiene 12 temporadas. La sinopsis es la siguiente:

### Temporada 1-8
Charlie Harper es un soltero alcohólico y mujeriego que vive una vida de lujo en Malibú, es un compositor exitoso de musicales y jingles de comerciales de televisión. Su estilo de vida cambia radicalmente cuando su hermano menor Alan se divorcia y se va a vivir con él, tiene problemas económicos por su divorcio y es una persona con mucha inseguridad, quiropráctico de profesión y muy solitario, recibiendo las visitas de su hijo Jake cada fin de semana, pero en el fondo Charlie está contento de que Alan y Jake estén en su casa, aunque a veces estos dos le causen algunos problemas.
Charlie también está resentido con su madre Evelyn, una millonaria de los negocios de bienes raíces ya que ésta le ha causado algunos traumas en su infancia por sus continuos divorcios, juntos tratan de solucionar los problemas que se presentan en su vida y educan a Jake, mientras va creciendo y aprendiendo más sobre la vida, Charlie tiene que lidiar con su vecina acosadora, las novias que tratan de comprometerlo, los problemas de su hermano y también ayudar a educar a Jake.

### Temporada 9
Tras la muerte de Charlie, Alan se ve obligado a vender la casa y buscarse un nuevo hogar junto a su hijo. Justo en ese momento, llega Walden, un magnate de la informática y millonario que está en pleno divorcio y tras tratar de suicidarse en la playa de Malibú, decide comprar la casa y, en agradecimiento por ayudarlo a tratar de recuperar a su ex y con tal de no estar solo, decidirá acoger a Alan y a su hijo en casa. Pero él no sabe que Alan se va a quedar para siempre.

### Temporada 10
Esta temporada de Two and a Half Men fue la segunda para Ashton Kutcher, quien se sumó al elenco de actores reemplazando a Charlie Sheen. El episodio 12 "Welcome to Alancrest" fue el más visto de esta temporada con 15,41 millones de televidentes mientras que el episodio 21 "Another Night With Neil Diamond" fue el menos visto de la temporada con 11,32 millones, cifra que sigue siendo buena y que les permite seguir al aire una temporada más. Además, llega un personaje misterioso que resulta ser la novia de Jake, interpretada por Miley Cyrus.

### Temporada 11
A finales de abril de 2013 se anunció que la CBS renovaría Two and a Half Men por una undécima temporada con una novedad: Angus T. Jones no participaría en esa temporada, aunque no descartaron que su personaje volviera en algún capítulo como estrella invitada.
Oficialmente la salida de Angus T. Jones se debe a que iniciaría sus estudios universitarios, aunque no se descartan otros motivos detrás de esta decisión.
La temporada sería la tercera para Kutcher, que, a pesar de que no ha logrado convencer a un sector del público (especialmente a los antiguos seguidores de la serie), ha logrado atraer a nuevos televidentes y mantener un índice de audiencia considerable que les ha permitido situarse en el segundo lugar dentro de las comedias más vistas en horario estelar. A finales de mayo de 2013 se anunció que se incluiría un personaje más: Jenny, la hija perdida de Charlie Harper, que llega a la casa de Walden en busca de su padre. La actriz que interpreta a Jenny es Amber Tamblyn.
En esta temporada se une a la familia Harper extremadamente confundida con la aparición de la hija perdida de Charlie, quien al parecer se llevó un gran secreto a la tumba ya que él era el único que sabía que tenía una hija, a la que dejó de ver después de que ella cumpliera los 4 años de edad.
En esta temporada se recordó más que nunca a Charlie a través de su hija, que no solamente heredó su apellido, sino algo más, como su problema de alcoholismo, drogadicción y el curioso gusto por practicar sexo con cualquier mujer que se le ponga enfrente, ya sea como un ligue en un bar o la clásica llamada a una prostituta, la cual es de preferencia sexual lesbiana.
Esta iba a volver loco a Walden, porque cuando él se enrollara con una chica, la hija de Charlie lo haría después.

### Temporada 12
Esta temporada comienza por donde termina la anterior temporada Walden sumido por la tristeza intenta adoptar un niño con Alan y después de varios intentos adoptan a un niño llamado Louis. Al final Alan y Walden encuentran a su pareja ideal: Alan (Jon Cryer) con su exnovia Lindsay (Courtney Thorne-Smith) y Walden con la encargada de los servicios sociales de Louis y también va a haber todo un problema involucrado con la regalías de Charlie y el hecho de que siga vivo. Al final podremos presenciar todo lo que vivimos en las temporadas pasadas con las principales exnovias de Charlie, Alan y Walden y la aparición de Jake Harper y marcando así el final de Charlie.

## Personajes

### Principales
| Personaje                        | Interpretado por     | Profesión del personaje                                        | Temporadas                                                              | Notas | Foto del actor |
| -------------------------------- | -------------------- | -------------------------------------------------------------- | ----------------------------------------------------------------------- | --- | -------------- |
| Charles Francis "Charlie" Harper | Charlie Sheen        | Compositor de jingles comerciales, cantante de música infantil | temp. 1-8, 9 (como un fantasma) y 12 (de forma animada y como un doble) | |                |
| Alan Jerome Harper               | Jon Cryer            | Quiropráctico                                                  | temp. 1-12                                                              | Hermano de Charlie Harper. |                |
| Walden Schmidt                   | Ashton Kutcher       | Informático                                                    | temp. 9-12                                                              | Después de la muerte de Charlie compra su casa. Es amigo de Alan. |                |
| Jake Harper                      | Angus T. Jones       | Estudiante, cadete militar                                     | temp. 1-10, 12                                                          | Hijo de Alan y sobrino de Charlie |                |
| Judith Melnick                   | Marin Hinkle         | Ama de casa                                                    | temp. 1-12                                                              | Exesposa de Alan. Madre de Jake. Esposa del Dr. Herb Melnick |                |
| Berta                            | Conchata Ferrell     | Ama de llaves                                                  | temp. 1-12                                                              | Ama de llaves de Charlie Harper desde temp. 1-8; ama de llaves de Walden Schmidt temp. 9-12 |                |
| Rose                             | Melanie Lynskey      | Psicóloga                                                      | temp. 1-12                                                              | Vecina acosadora y última prometida de Charlie al final de la temporada 8, además de su secuestradora durante las últimas cuatro temporadas de la serie hasta que consigue escapar. Tuvo una breve relación con Alan en la sexta temporada y una con Walden en la décima. |                |
| Evelyn Harper                    | Holland Taylor       | Vendedora inmobiliaria                                         | temp. 1-12                                                              | Madre de Charlie y Alan. Abuela de Jake. |                |
| Kandi                            | April Bowlby         | Actriz                                                         | temp. 3, 4, 10 y 12                                                     | Exesposa de Alan. Se acostó en la décima temporada con la novia de Alan. |                |
| Chelsea Christine Melini         | Jennifer Bini Taylor | Empresaria                                                     | temp. 6, 7, 9 y 12                                                      | Exprometida de Charlie. |                |
| Jenny Harper                     | Amber Tamblyn        | Actriz                                                         | temp. 11-12                                                             | Hija desaparecida de Charlie |                |
| Louis                            | Edan Alexander       | Estudiante                                                     | temp. 12                                                                | Un niño de seis años de edad, quien adopta Walden. |                |

### Secundarios
| Personaje        | Interpretado por      | Profesión del personaje               | Temporadas            | Notas                                                | Foto del actor o actriz |
| ---------------- | --------------------- | ------------------------------------- | --------------------- | ---------------------------------------------------- | ----------------------- |
| Billy Stanhope   | Patton Oswalt         | Informático                           | Temporada 9-10        | Socio de Walden. Se acostó con la exesposa de Walden |                         |
| Bridget Schmidt  | Judy Greer            | Ama de casa.                          | temp. 9-10 y 12.      | Exesposa de Walden.                                  |                         |
| Tía Myra Melnick | Judy Greer            | Profesora de economía en un Instituto | temp. 4 (un capítulo) | Hermana del Dr. Herb Melnick                         |                         |
| Dr. Herb Melnick | Ryan Stiles           | Pediatra                              | temp. 2, 4-12         | Marido de Judith y padrastro de Jake.                |                         |
| Mia Adams        | Emmanuelle Vaugier    | Maestra de baile                      | temp. 3, 5-7, 9 y 12  | Exprometida de Charlie.                              |                         |
| Lindsey McElroy  | Courtney Thorne-Smith | Ama de casa                           | temp. 7-12            | Exnovia de Alan.                                     |                         |
| Eldridge McElroy | Graham Patrick Martin | Estudiante, cadete militar            | temp. 7-9             | Mejor amigo de Jake e hijo de Lindsey McElroy.       |                         |

### Apariciones de los personajes por temporadas
| Leyenda   |                           |                              |
| Principal | Recurrente (3+ episodios) | Invitado (a) (1-2 episodios) |

| Actor/Actriz          | Personaje        | Temporadas | Temporadas | Temporadas | Temporadas | Temporadas | Temporadas | Temporadas | Temporadas | Temporadas | Temporadas | Temporadas | Temporadas | Total |
| Actor/Actriz          | Personaje        | 01         | 02         | 03         | 04         | 05         | 06         | 07         | 08         | 09         | 10         | 11         | 12         | Total |
| --------------------- | ---------------- | ---------- | ---------- | ---------- | ---------- | ---------- | ---------- | ---------- | ---------- | ---------- | ---------- | ---------- | ---------- | ----- |
| Charlie Sheen         | Charlie Harper   | 24         | 24         | 24         | 24         | 19         | 24         | 22         | 16         | 1          | -          | -          | 1          | 179   |
| Jon Cryer             | Alan Harper      | 24         | 24         | 24         | 24         | 19         | 24         | 22         | 16         | 24         | 23         | 22         | 16         | 262   |
| Angus T. Jones        | Jake Harper      | 24         | 24         | 24         | 24         | 1          | 24         | 22         | 15         | 22         | 14         | -          | 1          | 213   |
| Marin Hinkle          | Judith Melnick   | 16         | 14         | 9          | 10         | 4          | 8          | 5          | 7          | 6          | 1          | 1          | 1          | 82    |
| Holland Taylor        | Evelyn Harper    | 15         | 12         | 13         | 8          | 9          | 7          | 10         | 6          | 9          | 1          | 4          | 4          | 92    |
| Melanie Lynskey       | Rose             | 15         | 11         | 7          | 10         | 4          | 2          | 1          | 4          | 2          | 3          | 1          | 3          | 63    |
| Conchata Ferrell      | Berta            | 8          | 16         | 20         | 20         | 17         | 19         | 17         | 14         | 18         | 21         | 22         | 16         | 208   |
| April Bowlby          | Kandi            | -          | -          | 9          | 5          | -          | -          | -          | -          | -          | 1          | -          | 1          | 16    |
| Jennifer Bini Taylor  | Chelsea Melini   | -          | -          | -          | -          | -          | 11         | 19         | -          | 1          | -          | -          | 1          | 32    |
| Ashton Kutcher        | Walden Schmidt   | -          | -          | -          | -          | -          | -          | -          | -          | 24         | 23         | 22         | 16         | 85    |
| Amber Tamblyn         | Jenny Harper     | -          | -          | -          | -          | -          | -          | -          | -          | -          | -          | 21         | 3          | 24    |
| Edan Alexander        | Louis Schmidt    | -          | -          | -          | -          | -          | -          | -          | -          | -          | -          | -          | 11         | 11    |
| Ryan Stiles           | Dr. Herb Melnick | -          | 1          | -          | 5          | 1          | 6          | 2          | 5          | 4          | 4          | -          | 2          | 30    |
| Emmanuelle Vaugier    | Mia              | -          | -          | 6          | -          | 1          | 1          | 2          | -          | 1          | -          | -          | 1          | 12    |
| Courtney Thorne-Smith | Lyndsey McElroy  | -          | -          | -          | -          | -          | -          | 2          | 8          | 12         | 11         | 13         | 6          | 52    |
| Graham Patrick Martin | Eldridge McElroy | -          | -          | -          | -          | -          | -          | 2          | 7          | 8          | -          | -          | -          | 17    |

1. ↑  En el único episodio donde Charlie aparece en la temporada 9, lo hace como un fantasma, personificado por Kathy Bates
2. ↑  En el único episodio donde Charlie aparece en la temporada 12, es personificado por un doble, al cual no se le ve el rostro.

## Doblaje al español
| Personaje      | Actor original (EE. UU.) | Actor de doblaje (Latinoamérica)                                               | Actor de doblaje (España)                                        |
| -------------- | ------------------------ | ------------------------------------------------------------------------------ | ---------------------------------------------------------------- |
| Charlie Harper | Charlie Sheen            | Sergio Gutiérrez Coto                                                          | Luis Bajo                                                        |
| Alan Harper    | Jon Cryer                | Yamil Atala                                                                    | Fernando de Luis                                                 |
| Jake Harper    | Angus T. Jones           | Abraham Vega (temp. 1-4) Alejandro Orozco (temp. 5-10, 12)                     | Chelo Molina (temp. 1-6) Javier Balas (temp. 7-10) ¿? (temp. 12) |
| Berta          | Conchata Ferrell         | Ángeles Bravo                                                                  | Marisa Marco                                                     |
| Judith Melnick | Marin Hinkle             | Mónica Manjarrez                                                               | Conchi López                                                     |
| Rose           | Melanie Lynskey          | Love Santini                                                                   | Yolanda Quesada                                                  |
| Evelyn Harper  | Holland Taylor           | Liza Willert (temp. 1-6) Rebeca Manríquez (temp. 7) Yolanda Vidal (temp. 8-12) | Mar Sánchez Gatell                                               |
| Walden Schmidt | Ashton Kutcher           | Carlos Hernández                                                               | David Robles                                                     |

## Participaciones notables
Como es costumbre en las comedias estadounidenses, varias estrellas de la música, el cine y la televisión han hecho participaciones especiales a lo largo de la serie:

### Temporada 1
- Steven Tyler (1x04)
- Lindsay Luse como Kate (1x05)
- Krista Allen como Olivia (1x06)
- Kristin Dattilo como Cindy (1x07)
- Myndy Crist como Wendy (1x09)
- Denise Richards como Lisa (1x10)
- George Wyner como Sheldon (1x10)
- Cristine Rose como Leonore (1x10)
- Megan Fox como Prudence (1x12)
- Noel Fisher como Freddie (1x12)
- Richard Lewis como Stan (1x14)
- J.D. Walsh como Ted (1x14)
- Jenna Elfman como Frankie (1x15 y 1x16)
- Juliette Goglia como Joanie (1x15 y 1x16)
- Kris Iyer como el doctor Prajneep (1x17)
- Chris O'Donnell como Bill (1x18)
- Teri Hatcher como Liz (1x19)
- Jane Lynch como la doctora Linda Freeman (1x20 y 1x22)
- Heather Locklear como Laura (1x21)
- Stacey Travis como Linda (1x23)
- Cheryl White como Ruth (1x23)
- Amy Farrington como Kathleen (1x23)
- Yvette Nicole Brown como Mandy (1x23)
- Kristin Richardson como Tiffany (1x23)
- Terry Rhoads como el doctor Andrew Sperlock (1x24)
- Jenna Gering como Miren(1x24)

### Temporada 2
- Sean Penn como él mismo (2x01)
- Elvis Costello como él mismo (2x01)
- Harry Dean Stanton como él mismo (2x01)
- Bobby Cooper como él mismo (2x01)
- Ryan Stiles como el doctor Greg (2x02)
- Missi Pyle como Dolores (2x03)
- Jeri Ryan como Sherri (2x05 y 2x19)
- Camryn Manheim como Daisy (2x07)
- Kelley West como Nancy (2x08)
- Denise Richards como Lisa (2x09)
- Jodi Lyn O'Keefe como Gail (2x11)
- Jennifer Taylor como Tina (2x11)
- Paget Brewster como Jamie (2x12)
- Nicole Forester como Camille (2x13)
- Alicia Coppola como la doctora Michelle (2x17)
- Ken Jeong como asistente de doctor (2x17)
- Lucy Lawless como Pamela (2x18)
- David Starzyk como Eric (2x18)
- Dylan Minnette como el pequeño Charlie (2x20)
- Daniel Sheldon como el pequeño Alan (2x20)
- Gigi Rice como Christine (2x21)
- Cynthia Preston como Heather (2x21)
- Chloe Webb como Trudy (2x22)
- Catherine McCord como Danielle (2x23)
- Christina Chambers como Kimberly (2x23)
- Orson Bean como Norman (2x24)
- Ren Trella como Natalie (2x24)

### Temporada 3
- Kimberly Oja como Betsy (3x01)
- Sandra Purpuro como Mona (3x01)
- Stephanie Erb como la señora Schmidt (3x02)
- Diane Sellers como la directora Gallagher (3x02)
- Candace Kita como Coco (3x02)
- Anna Pheil como Tanya (3x02)
- Lincoln Kennedy como el señor Dunlop (3x02)
- Natalie Zea como Colleen (3x05)
- Jodi Lyn O'Keefe como Isabella (3x06)
- Martin Sheen como Harvey (3x07)
- June Squibb como Margaret (3x07)
- Cloris Leachman como Norma (3x09)
- April Bowlby como Kimber (3x09)
- James Edson como Bobby (3x09)
- Rebecca McFarland como Leanne (3x10)
- Aja Evans como Emily (3x10)
- Josie Davis como Sandy (3x11)
- Jane Lynch como la doctora Linda Freeman (3x12)
- Valerie Azlynn como Beth (3x12)
- Stephanie Reibel como Amy (3x12)
- J.D. Walsh como Gordon (3x15, 3x16 y 3x17)
- Jackie Debatin como Ginger (3x15)
- Brian Smith como Emmett (3x16)
- Alitzah como Ellie (3x16)
- Jon Lovitz como Archie (3x17)
- Lorren Lester como Emcee (3x17)
- John Mendoza como Sid (3x18)
- Gail O'Grady como Mandi (3x19 y 3x20)
- Julia Campbell como Francine (3x21)
- Ralph Cole Jr. como Ricky (3x22)
- Stephanie Brown como Connie (3x22)
- Cheyenne Casebier como Jennifer (3x23)
- Maria Tornberg como Theresa (3x23)
- John Vance como Leon (3x24)
- Steven Shaw como el reverendo Yarnell (3x24)

### Temporada 4
- Sandra McCoy como Tina (4x01)
- Mia Kelly como Cindy (4x01)
- Katie Weaver como Marie (4x01)
- Steven Tyler como él mismo (4x02)
- Natalie Denise Sperl como Janie (4x02)
- Néctar Rose como Dottie (4x03)
- Brian Patrick Wade como Sam (4x03)
- Christopher Neiman como Joel (4x04)
- Andre Ware como el oficial Chamberlain (4x04)
- Michael Patrick McGill como el oficial Smith (4x04)
- Katherine LaNasa como Lydia (4x06 y 4x10)
- James Edson como Bobby (4x06 y 4x09)
- Andy Pessoa como Andy (4x06)
- Brandon Killham como Joey (4x06)
- Sara Rue como Naomi (4x07 y 4x12)
- Andy Mackenzie como Ronald Wiedermier (4x07)
- Jane Lynch como la doctora Linda Freeman (4x08 y 4x21)
- Melanie Abramoff como Taylor (4x08)
- Kelly Ring como Kelly (4x08)
- Bruno Amato como el oficial Roberts (4x08)
- Stefan Umstead como el oficial Foster (4x08)
- J.D. Walsh como Gordon (4x09)
- Rachel Cannon como Nina (4x09)
- Danielle Bisutti como Vicki (4x09)
- Daniel Benson como Jake adolescente (4x09)
- Christopher T. Wood como Arnold (4x10)
- Carrie Stevens como Pam (4x10)
- Susan Sullivan como Dorothy (4x11)
- Jessica Collins como Gloria (4x11)
- Marco Sánchez como Héctor (4x12)
- Sab Shimono como Hiroshi (4x13)
- Brooke Shields como Danielle (4x14)
- Deprise Brescia como Vanessa (4x14)
- Carly Thomas Smith como Eva (4x14)
- Allison Janney como Beverly (4x15)
- Rebecca McFarland como Leanne (4x15)
- Brooke D'Orsay como Robin (4x16)
- Morgan Fairchild como Donna (4x16)
- Kris Iyer como el doctor Prajneep (4x16)
- Molly Morgan como Megan (4x16)
- Wayne Wilderson como Roger (4x17)
- Tony Tripoli como Philip (4x17)
- Austin Lee como Changpu (4x17)
- Ben Hermes como el detective (4x18)
- Sara Erikson como Bethany (4x19)
- Tammy Lauren como Shannon (4x20)
- Rob Rumnock como el cura (4x20)
- Matt Roth como Greg (4x21)
- Kay Panabaker como Sophie (4x21)
- Joel Murray como Petey (4x22)
- Andrea Savage como Lena (4x22)
- Nadine Ellis como Jeanie (4x22)
- Doug Mitchell como Jim (4x22)
- Enrique Iglesias como Fernando (4x23)
- Rachel Cannon como Chloe (4x23)
- Robert Wagner como Teddy (4x24)
- Mike Connors como Hugo (4x24)
- Jacqueline Lord como Tiffany (4x24)
- Charity Hodges como Amber (4x24)

### Temporada 5
- Kris Iyer como el doctor Prajneep (5x01)
- Brian Turk como Mike (5x01)
- Monica Young como Julie (5x01)
- Janeane Garofalo como Sharon (5x02)
- Jennifer O'Dell como Margaret (5x02)
- Michael Potter como Henry (Voz) (5x02)
- Ming-Na Wen como la jueza Linda Harris (5x03, 5x04, 5x05 y 5x06)
- Kimberly Quinn como Donna (5x03 y 5x11)
- Jud Tylor como DeeDee (5x03)
- Jane Lynch como la doctora Linda Freeman (5x04, 5x15 y 5x19)
- Elijah Michael Lee como Brandon (5x05)
- Matt McKenzie como Gary (5x05)
- Ernie Grungwald como el clínico (5x05)
- Richard V. Licata como el concejal Stewart (5x06)
- Robert Wagner como Teddy Leopold (5x07, 5x09, 5x16 y 5x17)
- Jennifer Taylor como Nina (5x07)
- Richard Kind como Artie (5x08)
- Ion Overman como Vicki (5x08)
- Tina Morasco como Summer (5x08)
- Jenny McCarthy como Courtney (5x09, 5x16 y 5x17)
- Justine Eyre como Gabrielle (5x10)
- Laura McLauchlin como Charity Khisenbaum (5x10)
- Eve Gordon como Brenda (5x11)
- Sandra Dee Robinson como Georgia (5x11)
- Gracie Maddox como Lily (5x11)
- Cerina Vincent como Lulu (5x12)
- Sun Park como la manicurista (5x12)
- Christina Moore como Cynthia Sullivan (5x13)
- Carrie Reichenbach como Alexis (5x14 y 5x17)
- Kathryn Gordon como Jess (5x14)
- Hayley Erin como Milly (5x14)
- Anastasia Roark como Pepper (5x15)
- Andrea Bogart como Gretchen (5x15)
- Barry Livingston como Sam (5x15)
- Steve Tom como el cura (5x16)
- Jamie Rose como Sloane Jagov (5x17)
- Michael Lowry como Wes Tosterone (5x17)
- Hope Allen como Jenna (5x17)
- John Burke como el detective Henry Ketchum (5x17)
- Susan Blakely como Angie (5x18 y 5x19)
- Coby Ryan McLaughlin como Jeremy (5x18 y 5x19)
- Virginia Williams como Tricia (5x19)

### Temporada 6
- Martin Mull como Russell (6x01 y 6x18)
- Rena Sofer como Chrissy (6x01)
- Brendan Patrick Connor como Clive (6x01)
- Aaron Refvem como Chuck (6x01)
- Meeghan Holaway como Brenda (6x01)
- Lisa Jay como Ginger (6x02)
- Bridget Flanery como Katie (6x03)
- Helena Mattsson como Ingrid (6x03)
- Nikita Ager como Stephanie (6x03)
- Kelly Stables como Melissa (6x04, 6x10, 6x12, 6x14 y 6x24)
- Alicia Witt como Dolores (6x05)
- Brooklynne James como la bailarina. (6x05)
- Sacheen Padilla como Maureen (6x06)
- Shantel Wislawski como Kim (6x06)
- Brittney Powell como Clair (6x07)
- Daya Vaidya como Lucy (6x07)
- Michael Clarke Duncan como Jerome (6x09 y 6x19)
- Bellamy Young como Diane (6x09)
- Tinashe como Celeste (6x09)
- Jon Polito como el señor Sharipa (6x10)
- Emilio Estevez como Andy (6x11)
- James Earl Jones como él mismo (6x11)
- Charlie Dell como el cura (6x11)
- Carol Kane como Shelly (6x12 y 6x14)
- Emily Rose como Janine (6x12)
- Lilian Adams como la señora Freemantle (6x12)
- Iqbal Theba como Don (6x13)
- John Carney como Jerry (6x14)
- Jane Lynch como la doctora Linda Freeman (6x15 y 6x17)
- James Edson como Bobby (6x17 y 6x21)
- J.D. Walsh como Gordon (6x19 y 6x22)
- Meagen Fay como Martha (6x20)
- Joel Murray como Petey (6x24)
- Ken Lerner como el doctor Levine (6x24)

### Temporada 7
- Will Sasso como Andrew (7x01)
- Kelly Stables como Melissa (7x01, 7x02 y 7x04)
- Edward Van Halen como él mismo (7x01)
- Tinashe como Celeste (7x02 y 7x11)
- Annie Pots como Lenore (7x03)
- David Mattey como Lou (7x03)
- Paulina Olszynski como Trudy (7x05)
- Skyler Caleb como Serge (7x05)
- Steve Hytner como el doctor Schenkman (7x06)
- Claudia Choi como la enfermera (7x06)
- Katy Mixon como Betsy (7x07)
- Arthur Darbinyan como Joe, el taxista (7x07)
- Arturo Gil como Ed (7x07)
- Tricia Helfer como Gail (7x08 y 7x18)
- Jeanette O'Connor como Debbie (7x10)
- Judith Drake como Cynthia (7x10)
- Carl Reiner como Marty Pepper (7x11)
- Ingrid Rogers como Keisha (7x11)
- Julia Kelleher como Brianna (7x11)
- Stacy Keach como Tom (7x13, 7x16, 7x17 y 7x22)
- Meagen Fay como Marta (7x13)
- Steven Eckholdt como Brad (7x14 y 7x17)
- Lilli Birdsell como Louanne (7x14)
- Mark Deklin como Marcus (7x14)
- Erin O'Shaughnessy como la madre (7x15)
- John Amos como Ed (7x16, 7x17 y 7x22)
- Katy Mixon como Betsy (7x16 y 7x21)
- Jeff Clarke como Sherman (7x16)
- Frances Fisher como Priscilla (7x18)
- Amy Hill como la señora Wiggins (7x18)
- Steffani Brass como Amy (7x19)
- Brooke Mackenzie como Beth (7x19)
- Elizabeth Ho como Jasmine (7x20)
- Katherine LaNasa como Lydia (7x21)
- Ming-Na Wen como la jueza Linda Harris (7x21)
- Rachel Cannon como Chloe (7x21)
- Aja Evans como Emily (7x21)
- Justine Eyre como Gabrielle (7x21)
- Magdalena Holland como Svetlana (7x21)
- Rebecca McFarland como Leanne (7x21)
- Jodi Lyn O'Keefe como Isabella (7x21)
- Missi Pyle como Dolores (7x21)
- Rena Sofer como Chrissy (7x21)
- ZZ Top como ellos mismos (7x21)
- Martin Mull como Russell (7x21)
- Ronobir Lahiri como el doctor Gollygupta (7x21)
- Richard Whiten como el oficial Bryant (7x22)
- Eben Ham como el oficial Doogan (7x22)

### Temporada 8
- Amanda Gallo como Tiffany (8x01)
- Caitlin Elizabeth Baunoch como Joanne (8x01)
- Kelly Stables como Melissa (8x02 y 8x03)
- Jim Grollman como el cajero (8x02)
- Rodney J. Hobbs como el cerrajero (8x02)
- Jesse Mackey como el loro (8x02)
- Judd Nelson como Chris McElroy (8x04 y 8x09)
- J.D. Walsh como Gordon (8x04 y 8x15)
- Katrina Nelson como Betty, la muda (8x04)
- Steve Hytner como el doctor Schenkman (8x05)
- Erinn Hayes como Gretchen (8x05)
- Sara Sanderson como Kendra (8x05)
- Liz Vassey como Michelle (8x06 y 8x07)
- Krista Kalmus como Shauna (8x06)
- Tom Virtue como el cura (8x07)
- Martin Mull como Russell (8x08)
- Nadia Bjorlin como Jill (8x08)
- Macey Cruthird como Megan (8x08)
- Tonita Castro como Esmeralda (8x09)
- Carl Reiner como Marty Pepper (8x10)
- Jenny McCarthy como Courtney (8x10, 8x11 y 8x12)
- Jamal Duff como James (8x10)
- Jane Lynch como la doctora Linda Freeman (8x12)
- Desi Lydic como Verónica (8x12)
- Anna Easteden como Wanda (8x13)
- JJ Snyder como Terry (8x13)
- Dakin Matthews como el padre Shaunassey (8x16)

### Temporada 9
- Jenna Elfman como Dharma (9x01)
- Thomas Gibson como Greg (9x01)
- John Stamos como el comprador de casas (9x01)
- Tricia Helfer como Gail (9x01)
- Katherine LaNasa como Lydia (9x01)
- Jenny McCarthy como Courtney (9x01 y 9x04)
- Jodi Lyn O'Keefe como Isabella (9x01)
- Missi Pyle como Dolores (9x01)
- Jeri Ryan como Sherri (9x01)
- Liz Vassey como Michelle (9x01)
- Joel Murray como Doug (9x01)
- Alexis Krause como Kelly (9x01)
- Angelique Cabral como Shannon (9x01)
- Martin Mull como Russell (9x01)
- Stephanie Jacobsen como Penelope (9x02)
- Nicole J. Butler como la madre (9x03)
- Amira Elliby como la niña (9x03)
- Grady Lee Richmond como Elmer (9x04)
- Nicholas González como el maese pastelero (9x05)
- Nikki Novak como Naomi (9x05)
- Judy Greer como Danny (9x06)
- Shon Little como el cajero (9x06)
- Jane Lynch como la doctora Linda Freeman (9x06)
- Joe Manganiello como Alex (9x06)
- Monika Smith como Kiki (9x06)
- Macey Cruthird como Megan (9x07, 9x08 y 9x09)
- Taylor Cole como Melanie Laughlin (9x08)
- Rebecca McFarland como Leanne (9x08 y 9x18)
- Amanda Schull como Alicia (9x08)
- Michael Bailey Smith como Dave (9x08)
- Gary Busey como él mismo (9x09)
- Nicole Steinwedell como Verónica (9x09)
- Sophie Winkleman como Zoey (9x10, 9x11, 9x12, 9x13, 9x14, 9x15, 9x16, 9x17, 9x20, 9x21, 9x22 y 9x23)
- Jonathan Banks como el dueño de la tienda de empeños (9x10)
- Karen McClain como Chrissy (9x11)
- Jane Carr como Sharon (9x12)
- Jim Piddock como Edward (9x12)
- Mimi Rogers como Robin Schmidt (9x12 y 9x13)
- Chuck Lacey como Martin (9x13)
- Travis Van Winkle como Dylan (9x14)
- Matthew Marsden como Nigel (9x15 y 9x17)
- Talyan Wright como Ava (9x15, 9x20, 9x21 y 9x22)
- Sara Erikson como Jennifer (9x17)
- Patton Oswalt como Billy Stanhope (9x18 y 9x24)
- Georgia Engel como Jean (9x19 y 9x20)
- Brian Stepanek como Arthur (9x19)
- Kathy Bates como Charlie Harper (9x22)
- Vernee Watson-Johnson como la enfermera (9x22)
- Jason Alexander como el doctor Goodman (9x23)
- Alicia Hannah como Lotus (9x23)
- Richard Whiten como el sargento Preston

### Temporada 10
- Michael Bolton como él mismo (10x01)
- Sophie Winkleman como Zoey (10x01, 10x02, 10x03, 10x05 y 10x06)
- Mimi Rogers como Robin (10x01 y 10x02)
- Brit Morgan como Jill (10x01)
- Grant Geissman como el guitarrista (10x01)
- Patton Oswalt como Billy Stanhope (10x02, 10x11 y 10x14)
- Taylan Wright como Ava (10x02)
- Bre Blair como Rachel (10x03)
- Miley Cyrus como Missy (10x04 y 10x07)
- Dorian Brown como Jennifer (10x05)
- Rebbecca McFarland como Leanne (10x05)
- Alex McKenna como Michelle (10x05)
- Adamo Palladino como Peter (10x05)
- Jenny Robinson como Alissa (10x05)
- Amanda Walsh como Dawn (10x05)
- Lindsay Price como Whitney (10x07)
- Steven Krueger como Sean (10x08)
- Tricia O'Kelly como Shari (10x08)
- Jon Cryer como Sid (10x08)
- Brooke D'Orsay como Kate (10x10, 10x11, 10x12, 10x13 y 10x16)
- Rebecca Marshall como Susan (10x10)
- Joel Murray como Nick (10x11)
- Wayne Wilderson como el padre (10x11)
- Layla Crawford como la niña pequeña (10x11)
- Martin Mull como Russell (10x12)
- Sofia Mattsson como Inga (10x13)
- Madison Riley como Britte (10x13)
- Jared Murillo como el camarero (10x13)
- Willie Garson como el doctor Staven (10x14)
- Meredith Giangrande como Nancy (10x14)
- Jaime Pressly como Tammy (10x15 y 10x20)
- Charles Malik Whitfield como el oficial de Policía (10x16)
- Elizabeth Bogush como Emily (10x17)
- Elaine Hendrix como Sylvia (10x17)
- Alicia Coppola como TC Randall (10x17)
- Jamie Hill como Nicole (10x18)
- Mikaela Hoover como Morgan (10x19)
- Jelly Howie como Kristen (10x19)
- Kelly Rohrbach como Amber (10x19)
- Scott Bakula como Jerry (10x20)
- Emily Osment como Ashley (10x20)
- Jessica Lundy como Allie (10x21)
- Amanda Detmer como Megan (10x22)
- George Coe como Victor (10x22)
- Marilu Henner como Linda (10x23)
- Hilary Duff como Stacey (10x23)

### Temporada 11
- Lilah Richcreek como Keri (11x01)
- Kelly Sry como Henry (11x01)
- Carl Reiner como Marty Pepper (11x02 y 11x13)
- Shanti Lowry como Tanya (11x02)
- Eddie McClurg como Helen (11x03)
- Kimberly Hebert Gregory como Lisa (11x03)
- Jennifer Chang como Colleen (11x03)
- Jennifer Aspen como Stephanie (11x04)
- Molly Stanton como Michaella (11x04)
- Nicole Travolta como Heidi (11x04)
- Tara Perry como Sarah (11x04)
- Marianne Chambers como Kelly Monroe (11x05)
- Camilla Greenberg como Leslie (11x05)
- Tiffany Panhilason como Heather (11x05)
- D.B. Sweeney como Larry (11x05, 11x08, 11x12, 11x14, 11x16, 11x17, 11x18, 11x21 y 11x22)
- Lynda Carter como ella misma (11x06)
- Mimi Rogers como Robin (11x06)
- Madison Dylan como Laurie (11x07)
- Spencer Locke como Jill (11x07)
- Jeff Probst como él mismo (11x07 y 11x12)
- Kim Shaw como Maria (11x07)
- Brian Stepanek como Arthur (11x08)
- Paula Marshall como Paula (11x09 y 11x10)
- Kate Miner como Nadine (11x09)
- Craig Gellis como Mike (11x09)
- Diane Farr como Rachel (11x10)
- Alyson Michalka como Brooke (11x10, 11x11, 11x14, 11x15 y 11x17)
- Odette Annable como Nicole (11x11, 11x12 y 11x16)
- Clark Duke como Barry (11x11, 11x12, 11x16, 11x17, 11x18, 11x19 y 11x21)
- Brooke Lyons como Gwen (11x12)
- Austin Rogers como Mark (11x12)
- Marion Ross como la anciana (11x12)
- Kimberly Brooks como la voz del ordenador (11x12 y 11x16)
- Tim Conway como él mismo (11x13)
- Steve Lawrence como él mismo (11x13)
- Garry Marshall como él mismo (11x13)
- Jonathan Palmer como James (11x13)
- Andrea Carlisle como Canela (11x13)
- Maria Zyrianova como Azúcar (11x13)
- Elle Evans como Cheyenne (11x14)
- Melissa Denton como Amy (11x15)
- David Grant Wright como Johm (11x15)
- Kimberly Williams-Paisley como Gretchen (11x16, 11x17, 11x18, 11x19, 11x21 y 11x22)
- Brooke D'Orsay como Kate (11x18 y 11x19)
- Mila Kunis como Vivian (11x19)
- Jane Lynch como la doctora Linda Freeman (11x20)
- Ken Davitian como el señor Mardirosian (11x20)
- Jamie Luner como Tracy (11x20)
- Alex Kapp Horner como Donna (11x20)
- Sandra Purpuro como Cynthia (11x20)
- Diedrich Bader como Dirk (11x21)
- Brad Pailey como Derek (11x22)
- Artt Butler como la voz del robot (11x22)

### Temporada 12
- Aisha Tyler como Allyson (12x01)
- Angela Lin como Laura (12x01)
- Kris Iyer como el doctor Prajneep (12x01)
- Malea Rose como Rebecca(12x01)
- Rachele Brooke Smith como Tracy (12x01)
- Michael Bolton como él mismo (12x02, 12x13 y 12x14)
- Mimi Rogers como Robin (12x02)
- Tom Virtue como el cura (12x02)
- Maggie Lawson como la señorita McMartin (12x03, 12x04, 12x05, 12x06, 12x10, 12x11, 12x12, 12x13, 12x14 y 12x15)
- Clark Duke como Barry (12x04)
- Alessandra Torresani como Kathy (12x04)
- D.B. Sweeney como Larry (12x04)
- Jessica Lu como Jean (12x06)
- Gwendoline Yeo como la voz del ordenador (12x06)
- Michele Boyd como Nikki (12x06)
- Deanna Russo como Laurel (12x07, 12x09 y 12x10)
- Laura Stone como Danielle (12x07)
- Brenda Koo como Julie (12x07)
- Rose Matheu como Lily (12x07 y 12x09)
- Richard Riehle como Santa (12x08)
- David Denman como Jack (12x11)
- Nikki Leigh como Heidi (12x11)
- Jason Mesches como Brian (12x11)
- Bill Smitrovich como Rick (12x11)
- Gary Anthony Williams como Leo (12x11)
- Michael Patrick McGill como Joseph (12x13)
- Vernee Watson-Johnson como Karen (12x13)
- Sarayu Rao como Emily (12x14)
- Matthew Jordan como Louis adolescente (12x14)
- Chris Coppola como Douglas (12x15)
- Missi Pyle como Dolores (12x15)
- Roger V. Burton como el rey Rupert (12x16)
- Judy Greer como Bridget Schmidt (12x16)
- Angus T. Jones como Jake Harper (12x16)
- Chuck Lorre como él mismo (12x16)
- Arnold Schwarzenegger como el agente Wagner (12x16)
- Christian Slater como él mismo (12x16)
- John Stamos como él mismo (12x16)
- Sophie Winkleman como Zoey (12x16)

## Polémicas

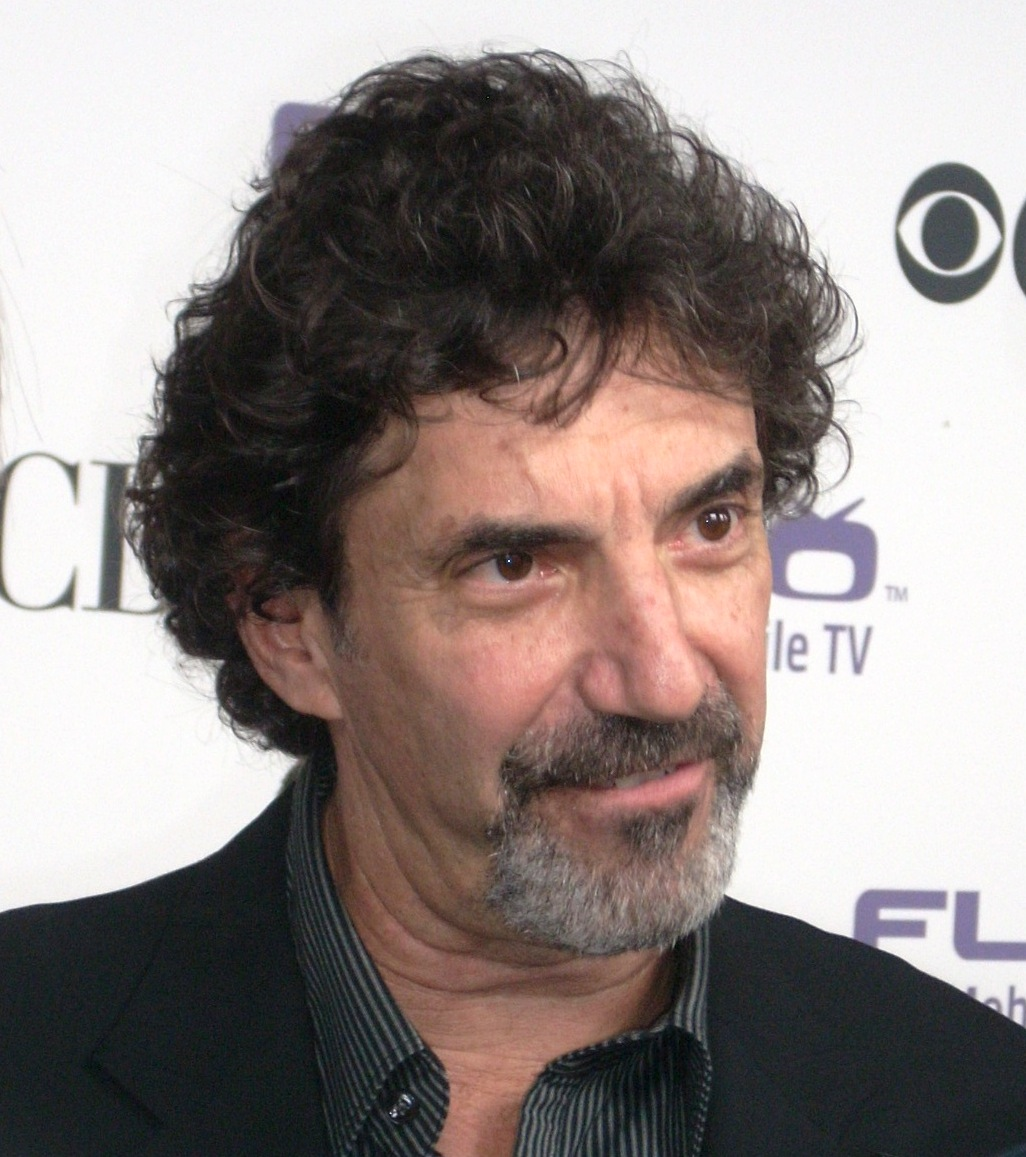
Chuck Lorre, cocreador y productor de la serie.

### Chuck Lorre, polémica y despido de Charlie Sheen
Tras anunciar en febrero de 2010 que Charlie Sheen se encontraba en proceso de rehabilitación, la filmación del programa se suspendió temporalmente. Reanudando el rodaje de la serie 16 de marzo de 2010. El 1 de abril de 2010, People.com anunció que, tras 7 temporadas, Charlie Sheen estaba considerando dejar el programa.
Después de filmar el episodio final de la temporada 7, y tras meses de conjeturas, Charlie Sheen anunció por medio de su agente que había renovado contrato con la CBS para las temporadas 8 y 9 acabando así con los rumores sobre su partida.
Una de las comedias más exitosas de los últimos tiempos, fue suspendida a mitad de su octava temporada, cuando el actor Charlie Sheen insultó al creador de la serie, Chuck Lorre, llamándole idiota. Los estudios de la CBS decidieron la cancelación de la serie, aunque se esperaba que se reanudara el rodaje el 28 de febrero. Sheen estuvo en rehabilitación en una clínica de Los Ángeles, y finalmente, el día 7 de marzo de 2011, fue despedido por la cadena de televisión mediante un comunicado de prensa.

### Ingreso de Ashton Kutcher y salida de Angus T. Jones
De acuerdo al último contrato firmado por la CBS, la serie se extendería hasta el año 2013 con un total de 10 temporadas. Sin embargo, debido a las constantes disputas entre Charlie Sheen y la productora, este fue despedido y la serie suspendida.
El 13 de mayo de 2011, se confirmó que Ashton Kutcher se incorporaría al elenco de Two And A Half Men en su novena temporada, en la que el personaje de Charlie Sheen ha fallecido tras caer a las vías del tren. Al morir, su casa ha sido puesta en venta por deudas de juego y demás. Mientras que Alan y su hijo están tristes por la pérdida de su hermano y tío respectivamente, el personaje de Ashton Kutcher compra la casa y, al conocer su tragedia, los deja vivir con él. La novena temporada se estrenó el 19 de septiembre de 2011. 
En 2012, el actor Angus T. Jones, quien interpreta a Jake desde el inicio de la serie, publicó un video en el sitio web de Forerunner Christian Church donde instaba a la audiencia a dejar de ver Two and a Half Men. En palabras de Jones, el contenido del programa atenta con sus fervientes valores cristianos y daba a entender que Satán estaba involucrado con el show. El actor, que se volvió cristiano practicante después de años de uso de drogas durante el colegio secundario, dijo que «no se puede ser una persona temerosa de Dios y estar en un programa así. (Yo) sé que no puedo. No me siento bien con lo que aprendo, con lo que dice la Biblia y estando al mismo tiempo en el show». También confesó que no quiere estar más en el reparto de la sitcom. Sin embargo volvió para participar en el último episodio de la serie.